# Dos vidas (telenovela espanhola)
Dos vidas (bra: Duas Mulheres, Duas Vidas) é uma telenovela espanhola original da TVE, criada por Josep Cister Rubio e estrelada por Laura Ledesma e Amparo Piñero. Produzida em colaboração com a Bambú Producciones, foi transmitida diariamente entre janeiro de 2021 e fevereiro de 2022.

## Enredo
Carmen e Julia, avó e neta, são duas mulheres com muito mais em comum do que o próprio sangue. Elas são duas não-conformistas dispostas a mudar o mundo, a realizar seus sonhos, a ser donas de seu próprio destino e a lutar pelo amor.

## Elenco
- Amparo Piñero ...Carmen Villanueva/ Carmen Cruz
- Laura Ledesma ...Julia María Infante Lou/ Julia María Cruz Lou
- Cristina de Inza	...Diana Lou Acosta
- Sebastián Haro	...Francisco Villanueva
- Silvia Acosta	...Patricia Godoy
- Oliver Ruano ...Tirso Noguera
- Aída de la Cruz	...Elena Prieto
- Iván Mendes	...Kiros Nsue
- Jon López	...Víctor Vélez de Guevara Acevedo
- Iván Lapadula	...Ángel Godoy
- Chema Adeva	...Mario Sasi Alonso
- Esperanza Guardado	...Linda Grisel
- Adrián Expósito	...Faustino Medina
- Iago García	...Ventura Vélez de Guevara
- Mario García	...Samuel Ribero
- Gloria Camila Ortega	...Cloe
- Edith Martínez ...Val	Enoa
- Kenai White	...María Naranjo Prieto/ Dani Naranjo Prieto
- Juanlu González	...Leopoldo "Leo" Lozano Aguilera

## Exibição
Está sendo exibida no Brasil pelo canal TNT Novelas desde 06 de janeiro de 2025 substituindo Força De Mulher.

## Crítica
Dos vidas recebeu avaliações mistas a positivas dos críticos. Mikel Zorrilla, do Espinof, deu duas estrelas e meia em cinco, elogiando a capacidade da série de fazer com que ambas as tramas se complementassem, mas citando as próprias tramas individuais como "o mínimo necessário em termos de enredo", concluindo que, embora a série seja "uma novela eficaz" não vai mudar sua opinião negativa em relação às séries diárias. Víctor Juste, do El Televisero, foi muito mais positivo, elogiando sua "ambição" dentro das séries diárias e comparando sua fatura técnica com a de uma série semanal do horário nobre. A avaliação de Fernando S. Palenzuela da FormulaTV foi positiva em relação ao elemento melodramático da série e suas tentativas de se diferenciar de outras séries de época, além de colocar o foco em um elenco composto principalmente por rostos novos ou pouco conhecidos, embora ele fosse cético em relação à parte mais cômica de as séries.

## Prêmios e indicações
| Prêmio             | Categoria         | Ano  | Resultado | Ref.  |
| ------------------ | ----------------- | ---- | --------- | ----- |
| Rose D'Or          | Melhor Novela     | 2021 | Venceu    | [ 4 ] |
| Emmy Internacional | Melhor Telenovela | 2022 | Indicado  |       |